# Bufori Motor Car Company (M)

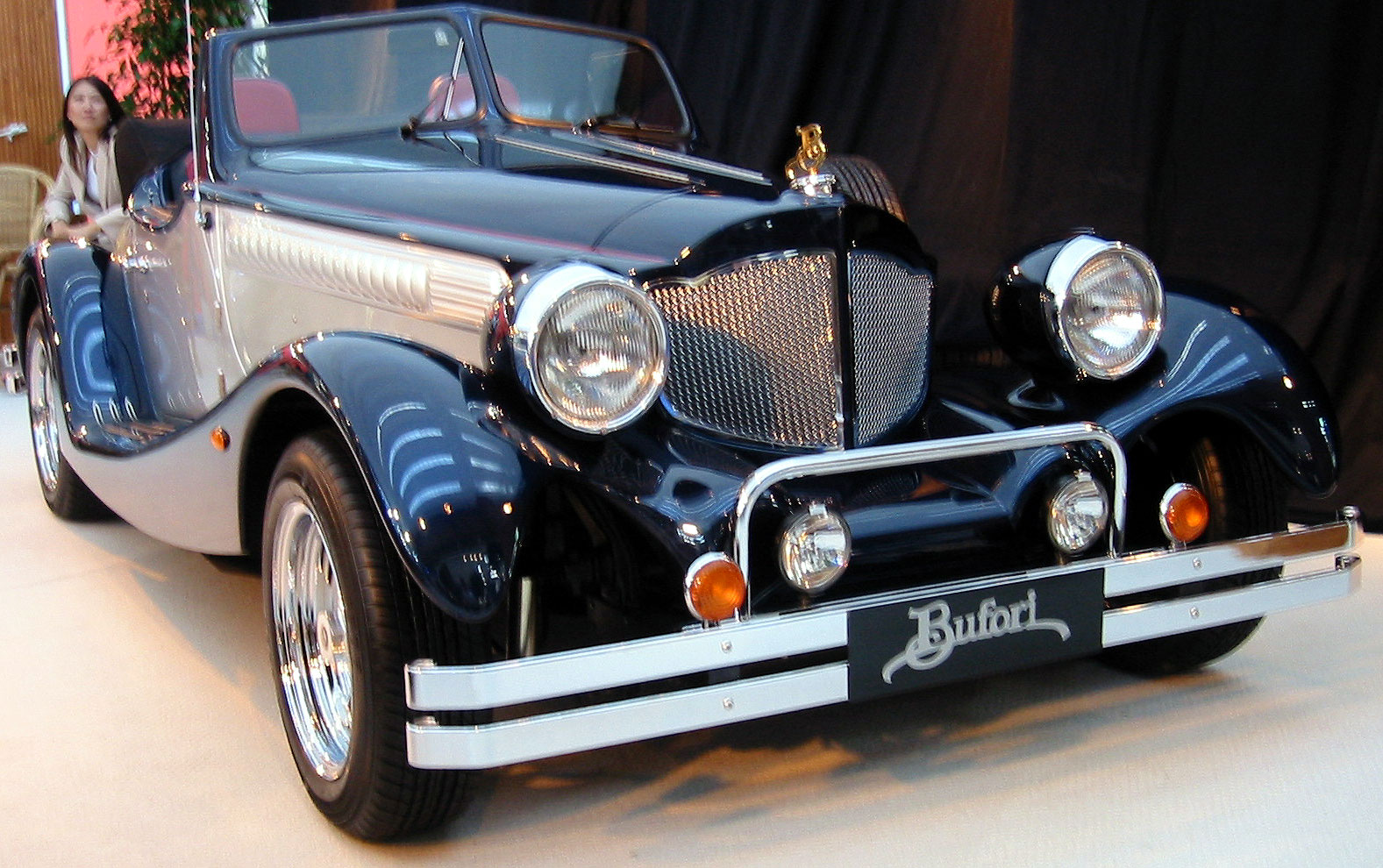
Bufori MK. II Classic Roadster auf der IAA 2003

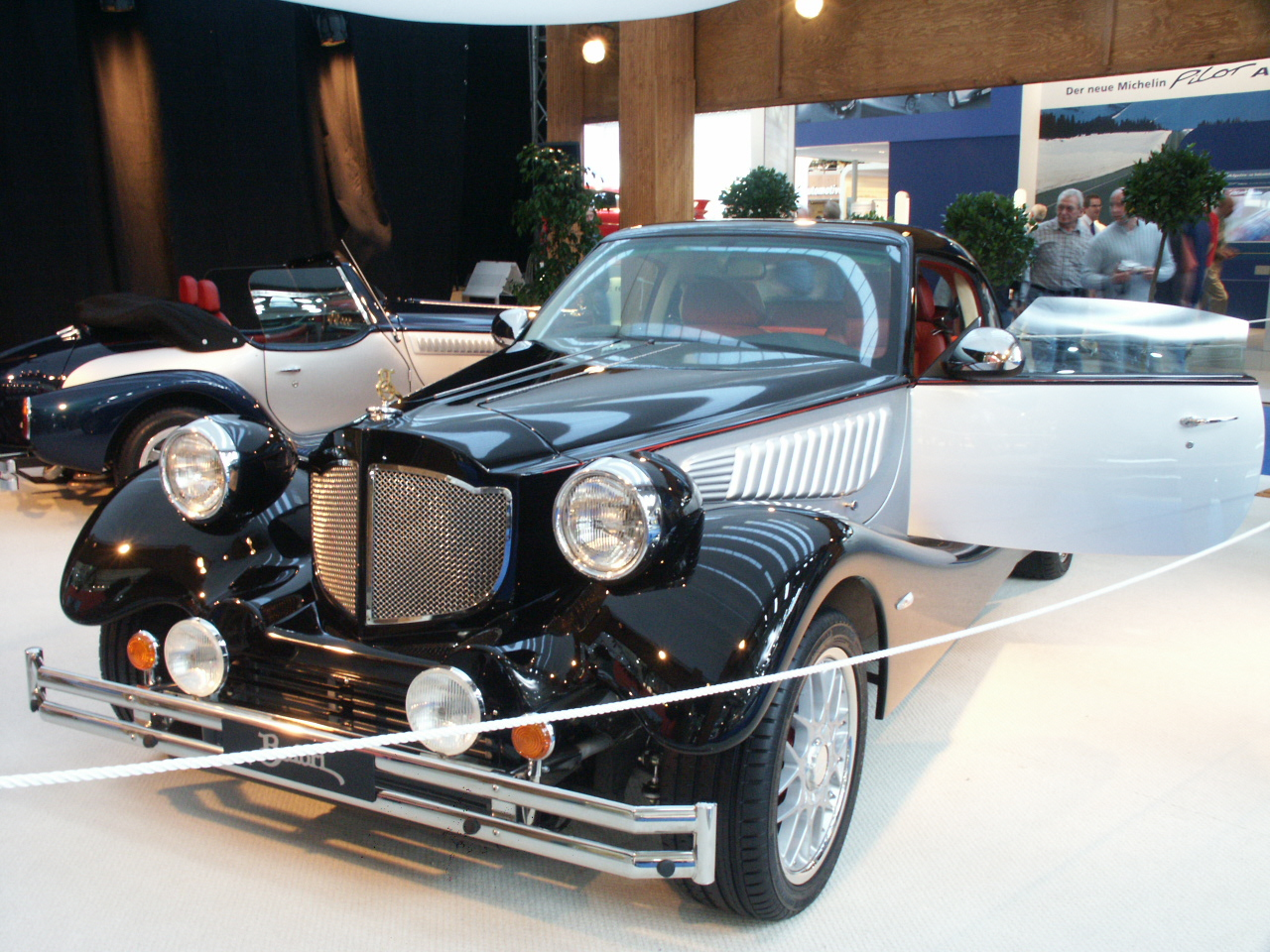
Bufori MK. III La Joya auf der IAA 2003

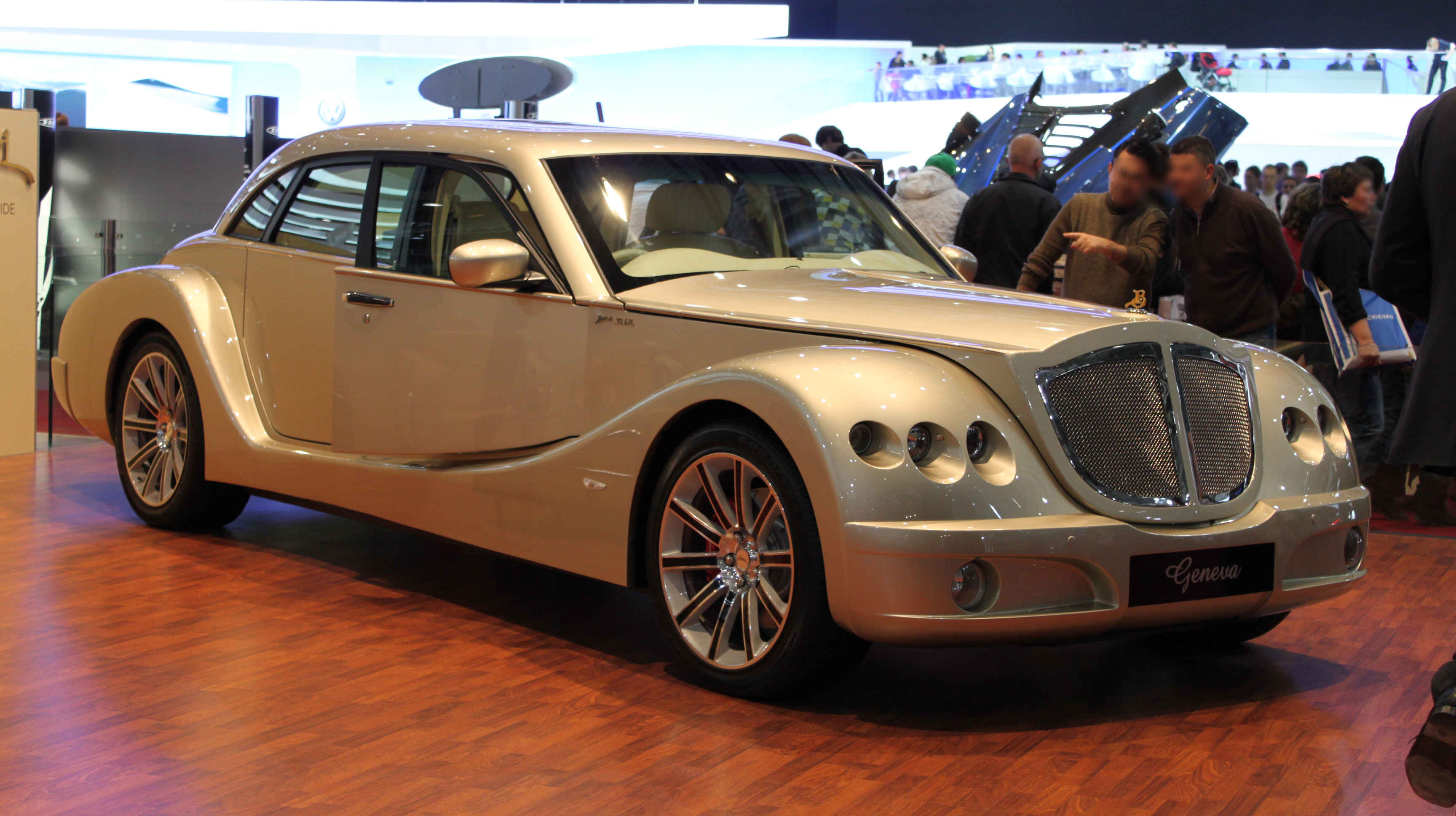
Bufori Geneva auf dem Genfer Automobilsalon 2010

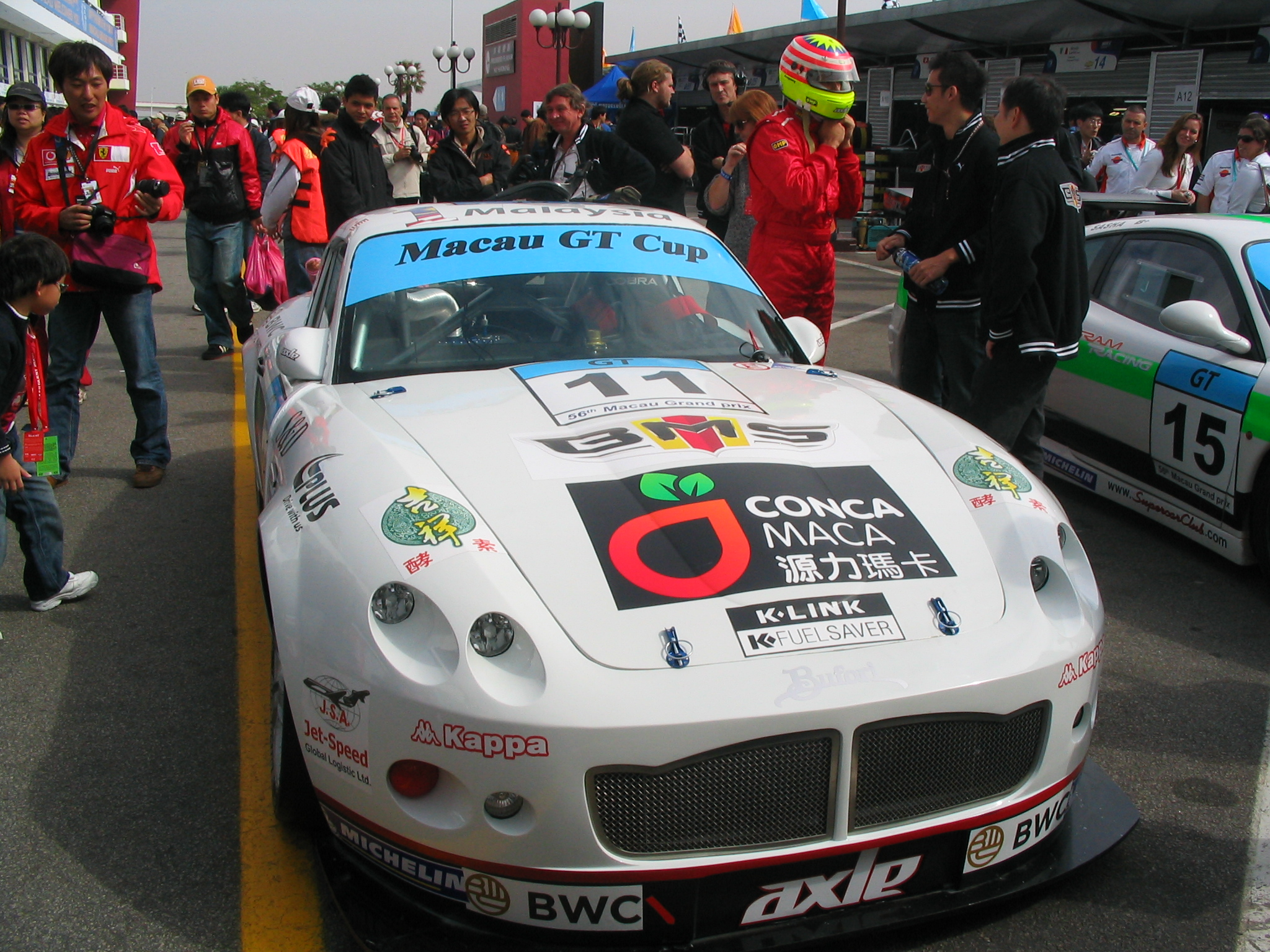
Ein Bufori BMS R1 in Macao

Bufori Motor Car Company (M) Sdn Bhd ist der Name eines malaiischen Automobilherstellers. Ähnlich wie Excalibur und Zimmer hat sich Bufori auf die Nachbildung von Luxuslimousinen der 1930er Jahre spezialisiert. Der Markenname Bufori ist ein Akronym aus B wie brillant, U wie unique, F wie funtastic, O wie original, R wie romantic und I wie irresistible (dt. brillant, einzigartig, original, romantisch und unwiderstehlich) und soll nach italienischer Eleganz klingen.

## Vorgeschichte
Der ehemalige australische Rennfahrer libanesischer Herkunft, Gerry Khouri, begann 1986, für sich und seine beiden Brüder Anthony und George jeweils einen Sportwagen zu bauen. Daraus wurde 1986 die Bufori Motor Car Company (Australia) mit Sitz in Australien. 1998 endete dort die Produktion.
Als Gerry Khouri 1997 mit seinem Bufori auf der malaiischen Insel Langkawi unterwegs war, wurde er von dem damaligen Premierminister Mahathir gesehen und auf sein Auto angesprochen. Mahathir fragte Khouri, ob er sich vorstellen könne, die Produktion nach Malaysia zu verlegen. Seit 1998 werden alle Erzeugnisse von der Bufori Motor Car Company (M) Sdn Bhd in Kepong nahe Kuala Lumpur in Handarbeit zusammengebaut. In Malaysia werden ansonsten nur die Karosserien des MK. III La Joya gefertigt, alle anderen Teile kommen aus allen Teilen der Welt, viele auch aus Deutschland.

## Modelle

### Bufori MK. II Classic Roadster (1992–2003)
Der Bufori MK. II ist mit dem Vierzylinder-Reihenmotor mit 2212 cm³ Hubraum ausgestattet. Der Motor leistet 94 kW (128 PS) bei 5200 min−1 und bietet 190 Nm Drehmoment bei 4400 min. Das Design der Karosserie orientierte sich an Luxuslimousinen der 1930er Jahre. Das Fahrzeug war bei einem Radstand von 242 cm 380 cm lang, 167 cm breit und 134 cm hoch. Das Leergewicht betrug 910 kg.
Die Höchstgeschwindigkeit war mit 165 km/h angegeben und die Beschleunigung 0 bis 100 km/h mit 8,9 Sekunden.

### Bufori La Joya (2004–2018)
Der MK. III La Joya ist das fünfte Modell der Marke und heißt übersetzt „das Juwel“. Die Karosserie besteht aus mit Kohlenstoff- und Aramidfasern verstärktem Kunstharz.

### Bufori Bambino (seit 2005)
Der seit 2005 angebotene Bambino ist ein elektrisch angetriebener Spielzeugwagen für Kinder im Stil eines Luxus-Cabriolets der 1930er Jahre.

### Bufori Geneva (seit 2010)
Der Geneva, intern MK. VI, ist die erste Limousine von Bufori.

### Bufori CS/BMS R1 (2010)
Der Bufori CS, in ausgeschriebener Form Compact Sports, ist ein zweitüriges Sportcoupé ähnlich dem britischen Bristol Fighter. Wie der La Joya hat er eine Leichtbaukarosserie aus Faserverbundkunststoff auf einen Rohrrahmen aus Stahl. zusätzlich zu einer Kleinstserie für den Straßenverkehr wurden auch Rennversionen gebaut, zum Beispiel für den Guia Circuit in Macau. Der Motor ist ein Vierzylinder-Turbomotor mit einem Hubraum von etwa 2 Litern.